# Sausseron
Sausseron – rzeka we Francji, przepływająca przez tereny departamentów Oise oraz Dolina Oise, o długości 24,2 km. Stanowi dopływ rzeki Oise.